# Antidiotico
Antidiotico – płyta z największymi przebojami grupy Orishas. Wydana 2 kwietnia 2007.

## Lista utworów

### Disc 1
1. "Hay un Son" – 3:09
2. "A lo Cubano" – 4:04
3. "Elegante" – 3:58
4. "Emigrantes" – 3:35
5. "537 C.U.B.A." – 4:23
6. "Represent, Cuba" gościnnie Heather Headley – 3:43
7. "Naci Orishas" – 4:53
8. "¿Qué pasa?" – 3:42
9. "Silencio" – 4:19
10. "Connexion" – 4:13
11. "Habana" – 4:38
12. "El Kilo" – 4:25
13. "¿Qué Bola?" – 4:21
14. "¿Quién Te Dijo?" gościnnie Pitbull – 4:08
15. "Una Página Doblada" – 3:47

### Disc 2
1. "Mistica"
2. "Desaparecidos"
3. "Bombo"
4. "Soy Guajiro" featuring Beny Moré
5. "Guadalupe Cuba" featuring Kalliah
6. "Sigue Sigue" featuring Da Weasel
7. "La Alianza" featuring Carlos Jean
8. "1999" (Malou Remix)
9. "Orishas Llego" (Cayo Hueso Remix)
10. "¿Que Pasa?" (Red Remix)

### DVD (zawiera teledyski)
1. "A Lo Cubano"
2. "537 C.U.B.A."
3. "Represent"
4. "¿Que Pasa?"
5. "Mujer"
6. "Habana"
7. "Naci Orishas"
8. "El Kilo"